# Шульц, Георг Петер
Георг Петер Шульц (нем. Georg Peter Schultz, также Ежи Пётр Шульц, пол. Jerzy Piotr Schultz; 1680, Франкфурт-на-Одере — 1748) — немецкий историк и педагог.

## Биография
Сын юриста Петера Шульца, ректора Франкфуртского университета. В 1696—1698 гг. изучал в нём право под руководством своего отца. Затем продолжил образование в Лейпциге, где в 1702 г. получил степень магистра философии, а в 1703 г. — доктора медицины. После продолжительного путешествия с образовательными целями по Германии и Нидерландам вернулся в свою альма матер как профессор философии. В 1709—1711 гг. преподавал в Берлине. Затем в 1711—1742 гг. занимал должность проректора в Торнской академической гимназии, внеся значительный вклад в развитие образования и просвещения в городе и регионе. В 1722—1724 гг. — основатель и редактор первого в Торне научного журнала «Das Gelahrte Preussen», в 1733—1734 гг. — первой городской газеты.
К концу жизни симпатии Шульца к католичеству осложнили его отношения с лютеранским руководством города и гимназии, что и привело к его отставке. После выхода на пенсию Шульц перешёл в католичество и провёл последние годы жизни в различных силезских монастырях, пользуясь покровительством епископа Анджея Залуского.
Его главные исторические труды: «Historia interregni novissimi et comitiorum in Prussia polonica 1733» (Данц., 1738); «Commentarius de cancellariis regni Poloniae» (ib., 1742); «Commentarius de mareschalcis» (ib., 1743); «Commentarius de succamerario» (Торн, 1747).